# Francis Blanche
Francis-Jean Blanche (Parijs, 20 juli 1921 – Parijs, 6 juli 1974) was een Frans veelzijdig artiest, die vooral bekend was als komiek en acteur. Hij was daarnaast chansonnier, toneelschrijver en -acteur, maker van radiofeuilletons, revue-artiest, tekstschrijver en dichter.

## Loopbaan
Francis Blanche kwam uit een artiestenfamilie. Zijn vader was de toneelacteur Louis Blanche (1882-1960). Op 17-jarige leeftijd debuteerde hij als zanger in het Triolet, een klein theater in de Parijse wijk Montmartre. Hij verzon er ter plaatse liedjes op basis van woorden voorgesteld door het publiek. Daar werd hij opgemerkt door Charles Trenet, die hem castte voor de film Frédérica. In 1943 toerden Trenet en Blanche samen door België. 
In de jaren vijftig brak hij door als acteur. Blanche speelde onder andere in de films Ah! Les belles bacchantes (1954), met Louis de Funès, in Babette s'en va-t-en guerre (1959) met Brigitte Bardot, in La Jument verte (1959), Un drôle de paroissien (1963) en La Grande Lessive (!) (1968) met Bourvil, in Les Plus Belles Escroqueries du monde (episode L'Homme qui vendit la tour Eiffel) (1964) en in Belle de Jour (Luis Buñuel, 1967) met Catherine Deneuve. Hij werkte meerdere keren samen met regisseur Georges Lautner en scenarist Michel Audiard, zoals in Les Tontons flingueurs (1963) en Les Barbouzes (1964), evenals met Jean-Pierre Mocky (in negen films).
Tussen 1945 en 1960 schreef Blanche meer dan 600 liedjesteksten, onder meer voor Édith Piaf en Robert Dhéry. Hij schreef ook gedichten, die verzameld werden in een dichtbundel Mon oursin et moi.
Samen met de bijna dertig jaar oudere Pierre Dac vormde hij jarenlang een komisch duo.
Blanche overleed in 1974 op 52-jarige leeftijd in een ziekenhuis in Parijs aan een hartaanval. Hij ligt begraven in het dorp Èze, in het uiterste zuidoosten van Frankrijk.

## Filmografie (selectie)
- 1953 - Faites-moi confiance (Gilles Grangier)
- 1954 - Ah! Les belles bacchantes (Jean Loubignac)
- 1957 - Tous peuvent me tuer (Henri Decoin)
- 1958 - Pourquoi viens-tu si tard? (Henri Decoin)
- 1959 - Babette s'en va-t-en guerre  (Christian-Jaque)
- 1959 - La Jument verte (Claude Autant-Lara)
- 1960 - Les Pique-assiette (Jean Girault)
- 1960 - Un couple (Jean-Pierre Mocky)
- 1961 - Vive Henri IV, vive l'amour (Claude Autant-Lara)
- 1961 - Les Livreurs (Jean Girault)
- 1962 - En plein cirage (Georges Lautner)
- 1962 - Snobs! (Jean-Pierre Mocky)
- 1962 - Le Septième Juré (Georges Lautner)
- 1962 - Tartarin de Tarascon (Francis Blanche en Raoul André)
- 1963 - Un drôle de paroissien (Jean-Pierre Mocky)
- 1963 - L'Abominable Homme des douanes (Marc Allégret)
- 1963 - Les Vierges (Jean-Pierre Mocky)
- 1963 - Les Bricoleurs (Jean Girault)
- 1963 - Les Tontons flingueurs (Georges Lautner)
- 1964 - La Tulipe noire (Christian-Jaque)
- 1964 - La Chasse à l'homme (Edouard Molinaro)
- 1964 - Les Plus Belles Escroqueries du monde (episode L'Homme qui vendit la tour Eiffel van (Claude Chabrol)
- 1964 - Des pissenlits par la racine (Georges Lautner)
- 1964 - Jaloux comme un tigre (Darry Cowl)
- 1964 - Les Barbouzes (Georges Lautner)
- 1964 - Le Repas des fauves (Christian-Jaque)
- 1964 - Les Gorilles (Jean Girault)
- 1964 - La Cité de l'indicible peur (Jean-Pierre Mocky)
- 1965 - La Bonne Occase (Michel Drach)
- 1965 - Pas de caviar pour tante Olga (Jean Becker)
- 1967 - La Grande Sauterelle (Georges Lautner)
- 1967 - Les Compagnons de la marguerite (Jean-Pierre Mocky)
- 1967 - Belle de Jour (Luis Buñuel)
- 1968 - La Grande Lessive (!) (Jean-Pierre Mocky)
- 1969 - Erotissimo (Gérard Pirès)
- 1970 - L'Étalon (Jean-Pierre Mocky)
- 1973 - L'Histoire très bonne et très joyeuse de Colinot trousse-chemise (Nina Companeez)
- 1974 - France société anonyme (Alain Corneau)
- 1974 - Un linceul n'a pas de poches (Jean-Pierre Mocky)

- Bibsys: 9001321
- Biblioteca Nacional de España: XX1470820
- Bibliothèque nationale de France: cb118922686 (data)
- Gemeinsame Normdatei: 119012022
- International Standard Name Identifier: 0000 0001 2133 9706
- Library of Congress Control Number: n82249854
- MusicBrainz: 043431a9-1234-4d2e-bf17-673ff9000280
- Nationale bibliotheek van Australië: 35019285
- Nationale Bibliotheek van Israël: 987007319729705171
- Nederlandse Thesaurus van Auteursnamen: 213319314
- SNAC: w6m334p6
- Système universitaire de documentation: 026731479
- Virtual International Authority File: 56606105
- WorldCat: E39PBJwdc496qRKMKPMB8fX68C